# Ilversgehofen
Ilversgehofen is een stadsdeel van de Thüringen hoofdstad Erfurt, en telt 12.051 inwoners (2016). Tot 1911 was het een zelfstandige gemeente en was op dat moment de grootste voorstad van Erfurt.